# Storia del buddismo in India

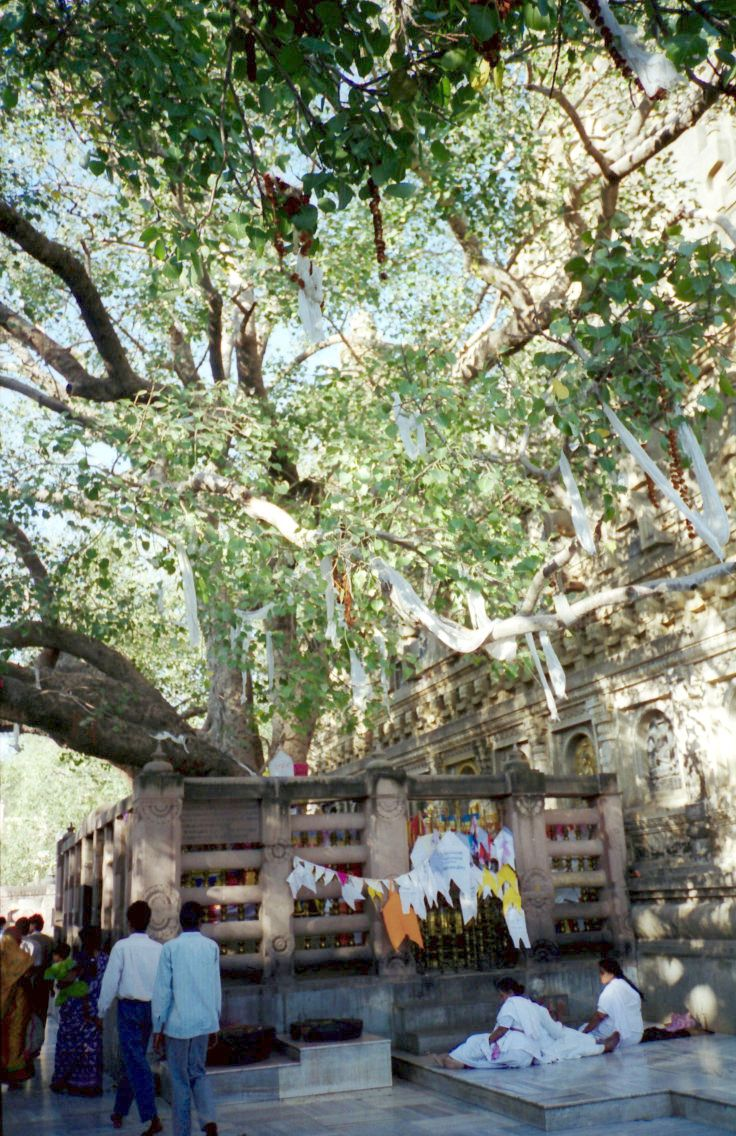
Albero della Bodhi al tempio di Mahabodhi. La pianta attuale crebbe da un seme dell'originario Sri Maha Bodhi, che a sua volta è cresciuto fuori dei semi del primo albero della Bodhi.

La storia del buddismo in India ha il suo inizio dentro ed attorno all'antico regno Magadha (ora Bihar) nel nord-est indiano. Dal suo luogo di nascita, la nuova religione si diffuse successivamente in altre parti del nord e del centro dell'India, questo già durante la vita del suo fondatore; esso si basa sugli insegnamenti di Siddhartha Gautama che è stato considerato un "Buddha" (o "Risvegliato").
Con l'avvento regno di Ashoka, sovrano buddista dell'impero Maurya, la comunità si suddivise in due rami: il Mahāsāṃghika e lo Sthaviravāda, ognuno dei quali si diffuse in tutta l'India e divisi a sua volta in numerose sotto-sette. Nei tempi moderni, esistono due rami principali del buddismo: il Theravāda in Sri Lanka e nel sudest asiatico e il Mahāyāna in tutta regione comprendente la catena montuosa dell'Himalaya e l'Asia orientale.
La pratica del Buddismo come religione distinta e organizzata ha perso influenza verso la fine dell'impero Gupta (VII secolo d.C.), fino ad estinguersi completamente dal suo paese d'origine intorno XIII secolo, ma non senza lasciare un impatto significativo. La pratica buddista è più comune in alcune zone dell'area Himalayana come il Ladakh, l'Arunachal Pradesh e il Sikkim; ha inoltre cominciato a riemergere in India a partire dal secolo scorso, a causa della sua adozione da parte di molti intellettuali indiani, ma anche della migrazione degli esuli buddisti dal Tibet occupato dai cinesi e la conversione di massa di centinaia di migliaia di indù dalit.
Secondo il censimento del 2001, i buddisti sono in fase di crescita e rappresentano lo 0,8% della popolazione indiana, con 7.950.000 individui.

## Siddharta Gautama

La Ruota del Dharma

Il futuro Buddha nacque a Lumbini, nella pianura centrale del grande fiume Gange, ora nell'attuale Nepal, da un capo-clan appartenente al vedismo, Suddhodana di Kapilbastu. Dopo una lunga serie di ascetismo e meditazione secondo la pratica degli Shramana (monaci itineranti), egli giunse a scoprire la "Via di Mezzo" o della moderazione: la distanza dagli estremi di auto-indulgenza e auto-mortificazione.
Siddharta Gautama raggiunse l'illuminazione seduto sotto una pianta di pipal o ficus religiosa, da allora in poi riconosciuta come albero della Bodhi a Bodh Gaya, nello Stato indiano del Bihar. Gautama, da allora in poi, fu considerato come il "perfettamente risvegliato" il Samyaksambuddha (il più alto fra le tre tipologie di "buddhità"). Buddha trovò inizialmente patrocinio nel regno Magadha, governato allora dall'imperatore Bimbisāra. Questi accettò presto il Buddismo come fede personale permettendo in tal maniera la creazione di molti "vihara" (i monasteri buddisti). Ciò alla fine ha portato alla ridenominazione di tutta la regione come Bihar.

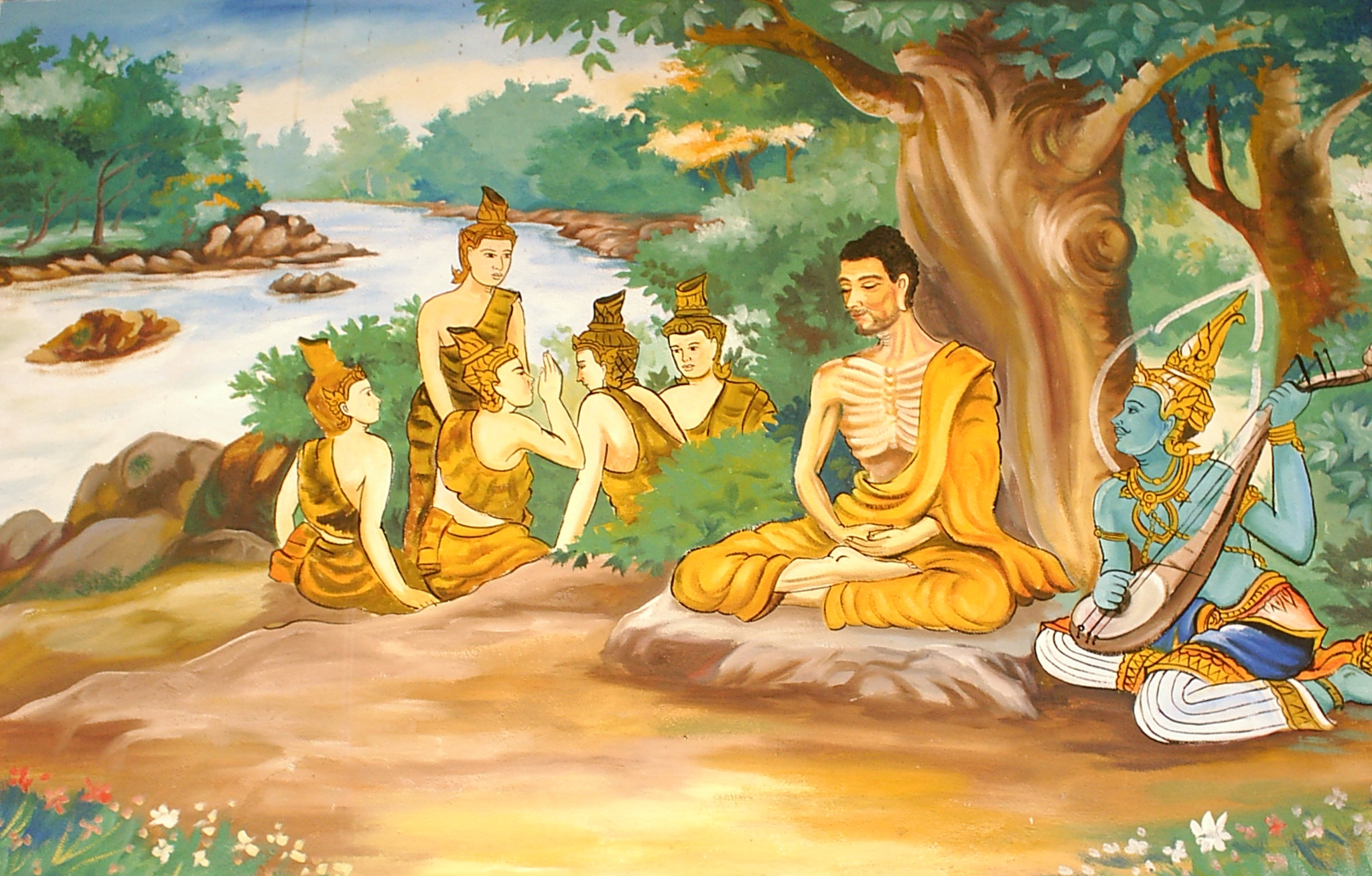
Gautama con i suoi cinque compagni, che in seguito formarono il primo Sangha. Il personaggio in blu è un Deva protettore. Dipinto a muro di un tempio in Laos.

All'interno di un parco privato, vicino a Varanasi, Buddha ha messo in moto la Ruota del Dharma, offrendo il suo primo sermone al gruppo di cinque compagni con cui aveva in precedenza cercato l'illuminazione. Essi, insieme con il Buddha, formarono il primo Sangha, la compagnia di monaci buddisti e, di conseguenza, la prima formazione della Triplice Gemma o Triratna (Buddha, Dharma e Sangha) fu in tal modo stata completata.
Per i restanti anni della sua vita, il Buddha si dice che abbia viaggiato nella pianura Indo-Gangetica in India del Nord e in altre regioni.
Buddha raggiunse il Parinirvāṇa a Kusinara.

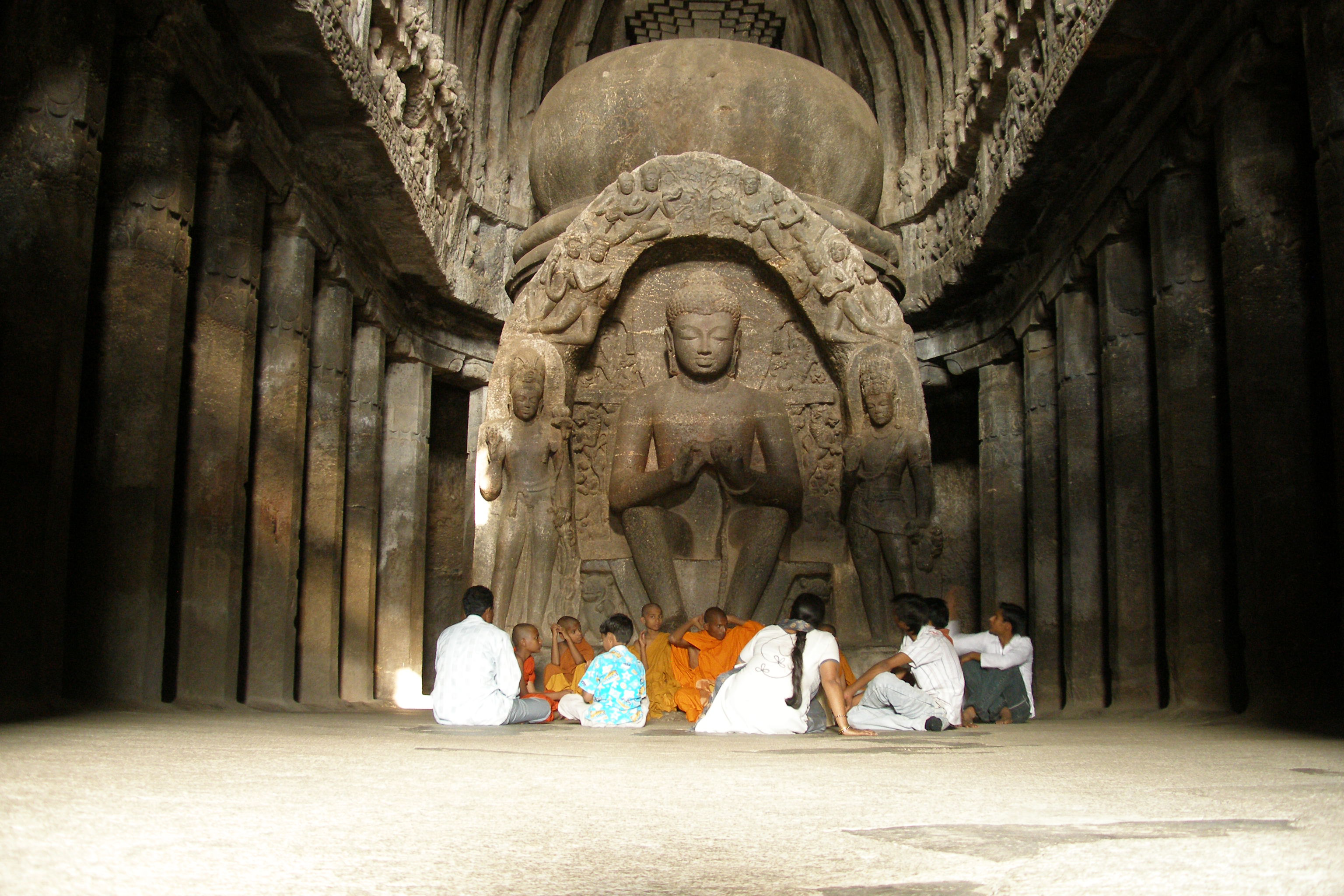
Devoti buddisti eseguono la pūjā all'interno d'un delle grotte di Ellora.

## Buddisti
I seguaci di buddismo, chiamati buddisti, denominano loro stessi come Saugata. Altri termini sono stati Sakyan o Sakyabhiksu nell'antica India. Sakyaputto era un altro termine usato dai buddisti, così come Ariyasavako e Jinaputto and Jinaputto.. Lo studioso buddista Donald S. Lopez afferma che hanno usato temporaneamente anche il termine Bauddha, anche se studioso Richard Cohen sostiene invece che tale termine è stato utilizzato solo da parte degli estranei per descrivere i buddisti.

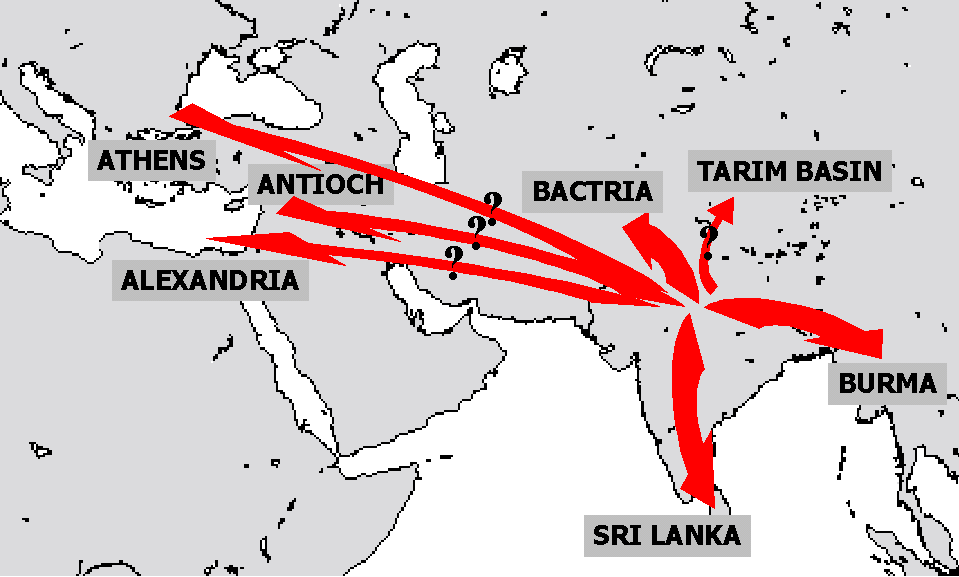
Direzioni dell'opera missionaria Buddista al momento degli editti emessi dal re Ashoka (260-218 a. C).

## Movimenti buddisti
Il Buddha non ha nominato alcun successore, ed ha chiesto ai propri seguaci di lavorare costantemente verso la liberazione e l'illuminazione. Gli insegnamenti del Buddha esistevano pertanto nei primissimi tempi della comunità solamente nella tradizione orale. Il Sangha ha tenuto in seguito una serie di concili per raggiungere un consenso e condivisione in materia di dottrina e pratica buddista.

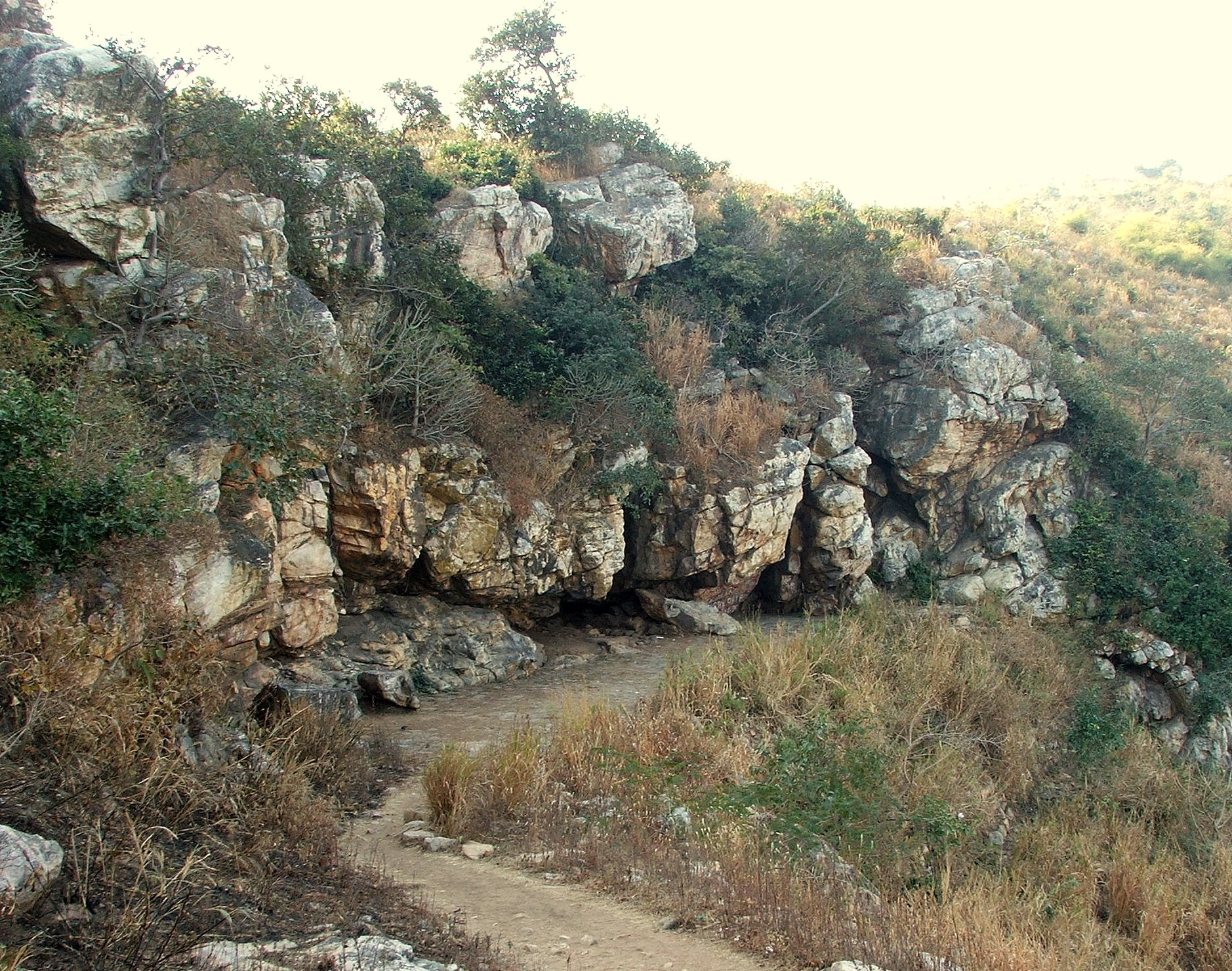
Le grotte Sattapanni di Rajgir sarebbero state il luogo del primo Consiglio buddista.

1) Mahākāśyapa, un discepolo del Buddha, ha presieduto il primo concilio budhista presso Rājagṛha. Il suo scopo era quello di recitare e concordare gli insegnamenti attuali del Buddha e sulla disciplina monastica. Alcuni studiosi considerano questo consiglio come fittizio e mai realmente svoltosi nella storia.
2) Il secondo concilio buddista si dice che abbia avuto luogo a Vaishali. Il suo scopo era quello di affrontare le pratiche monastiche discutibili come l'uso del denaro, il consumo di vino di palma, e altre irregolarità; il Consiglio ha dichiarato queste pratiche illegali.
3) Quello che è comunemente chiamato il terzo concilio buddista si è tenuto presso Pataliputra, e sarebbe stato indetto dall'imperatore Ashoka nel III secolo a.C. Organizzato dal monaco Moggaliputta-Tissa, si sarebbe svolto al fine di liberare il sangha del gran numero di monaci che si erano uniti all'ordine a causa della sua protezione reale. Molti studiosi ritengono che questo Consiglio sia stato esclusivamente Theravada, e che l'invio di missionari in diversi paesi in questo periodo non abbia avuto nulla o quasi a che vedere con esso.
4) Ciò che viene spesso chiamato il Quarto concilio buddista è generalmente creduto essere stato tenuto sotto il patrocinio dell'imperatore Kanishka a Jalandhar in Kashmir, anche se alla fine il professor Étienne Lamotte lo ha ritenuto fittizio. Si ritiene generalmente che possa essersi trattato di un consiglio eminentemente della scuola Sarvāstivāda.

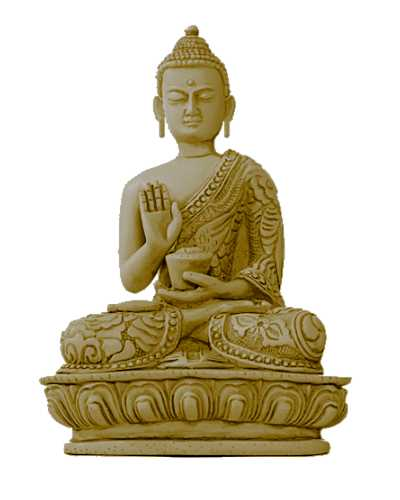
Il "Buddha della medicina".

### Prime scuole buddiste
Le prime scuole buddiste erano le varie suddivisioni in cui si presentava il buddismo pre-settario dei primi secoli dopo la scomparsa del Buddha (all'incirca verso l'inizio del V secolo a.C). La prima divisione era tra maggioranza Mahāsāṃghika e la minoranza Sthaviravāda. Alcune tradizioni buddhste esistenti seguono le vinayas dei primi scuole buddiste.
- Theravāda: praticato soprattutto in Sri Lanka, Birmania, Thailandia, Cambogia, Laos e Bangladesh.
- Dharmaguptaka: seguito in Cina, Corea, Vietnam e Taiwan.
- Mūlasarvāstivāda: quello eseguito nel buddismo tibetano.

Il Dharmaguptakas ha fatto più sforzi rispetto a qualsiasi altra setta per diffondere il Buddismo al di fuori dell'India, fino a raggiungere aree come la Persia, l'Asia centrale e la Cina, ed hanno avuto in tal modo un più grande successo rispetto alle altre: pertanto, la maggior parte dei paesi che hanno adottato il buddismo dalla Cina, hanno anche adottato il vinaya Dharmaguptaka e l'ordinazione e il lignaggio per bhiksu e bikkhuni.
Durante il primo periodo di buddismo cinese, le sette indiane buddiste riconosciute come maggiormente importanti, e i cui testi sono stati studiati, sono stati i Dharmaguptakas, i Mahīśāsakas, i Kāśyapīyas, i sarvāstivādin ed infine anche il Mahāsāṃghikas. Tra i vinayas completi conservati nel Canone buddista cinese includono il Mahīśāsaka Vinaya (T. 1421), Mahāsāṃghika Vinaya (T. 1425), Dharmaguptaka Vinaya (T. 1428), Sarvastivada Vinaya (T. 1435), e la Mūlasarvāstivāda Vinaya (T. 1442). Inoltre sono conservati una serie di Āgama (o Sutta Piṭaka), un completo Sarvastivada Pitaka, e molti altri testi delle primi scuole buddiste.
Queste in India spesso suddividevano ulteriormente i modi di pratica in diversi "veicoli" (Yana). Ad esempio, i Vaibhāṣika sarvāstivādin sono noti per far assumere la prospettiva della pratica buddista come consistente dei Tre Veicoli:
1. Sravakayana
2. Pratyekabuddhayāna
3. Bodhisattvayāna

### Mahāyāna
La tradizione del buddismo Mahayana, sviluppato in India, rese assai popolare il concetto di bodhisattva ("essere illuminato") ed il culto dei suoi vari esponenti. Bodhisattva, come Mañjuśrī, Avalokiteśvara e Maitreya sono stati molto apprezzati nella pratica indiana del Mahāyāna. Questa specifica forma di Buddismo sostiene il percorso di un bodhisattva nella propria pratica delle Pāramitā o "perfezioni", culminanti con la Prajñāpāramitā, la perfezione della saggezza (vedi il Prajñāpāramitā Sūtra.
Il buddhologo Paul Williams (storico delle religioni) ha anche notato che il Mahayana non ha mai avuto né mai tentato di avere un Vinaya separato o un'ordinazione direttamente discendente dalle prime scuole buddiste, e quindi ogni bhiksu o bhiksuni aderendo formalmente alla scuola Mahāyāna apparteneva anch'esso ad una delle prime scuole buddiste. L'appartenenza a queste "Nikaya", o sette monacali, continua oggi con la Dharmaguptaka nikāya in Asia orientale e il Mūlasarvāstivāda nikāya nel buddismo tibetano.
Paul Harrison chiarisce che mentre i centri monastici Mahayanisti appartenevano ad un nikāya, non tutti i membri di una certa determinasta nikāya erano mahàyànisti. Da monaci cinesi in visita in India, ora sappiamo che sia monaci Mahayana che non Mahāyāna monaci continuarono spesso a vivere in India nello stesso lato dei monasteri fianco a fianco.
Il Buddismo Mahayana comprende le seguenti scuole indiane:
- Madhyamaka (Via di Mezzo), una tradizione Mahāyāna resa popolare da Nāgārjuna e Aśvaghoṣa.
- Yogacara (Solo Coscienza), fondata da Asaṅga e Vasubandhu.

### Vajrayana
Una forma di buddismo indiano che è emerso nel IV secolo e poi diffusosi in Cina (il Tangmi), Giappone (lo Shingon), Tibet, Sri Lanka, Indonesia ed in altri paesi. Rimane diffusa anche all'interno del buddismo tibetano in Nepal, Bhutan e Mongolia.
Questa scuola è emersa dalle tradizioni del ritiro per la meditazione nelle foreste del nord dell'India, in cui l'intera attenzione degli insegnamenti era in pratica prodotta utilizzando abili mezzi per raggiungere l'obiettivo di illuminazione nella propria vita presente. Questo modulo è anche conosciuto come Vajrayana (Veicolo di Diamante). Il tantrismo è una tradizione esoterica inerente ad esso. Le cerimonie di iniziazione comportano l'ingresso in un maṇḍala, un cerchio mistico o una mappa simbolica dell'universo spirituale. Anche al centro del tantrismo vi è l'uso di mudrā e mantra.
Un percorso meno noto di trasmissione è quella che ha attraversato la valle di Kathmandu, situato nell'attuale Nepal. La vallata costituisce oggi la culla dello Stato nepalese e si è trovata sotto l'influenza culturale del sudest asiatico della civiltà indù e buddhsta sin dai tempi più antichi della sua storia; essendo tuttavia un lontano avamposto dell'induismo e del buddismo è stata risparmiata dalle devastazioni successive e dagli sconvolgimenti sociali prodotti dalle conquiste musulmane. Anche dopo la scomparsa della pratica buddhsta da gran parte dell'area, essa è sopravvissuta nella valle di Kathmandu.
Era una regola comune che in numerosi monasteri fino alla metà del periodo medioevale nepalese, studenti tibetani giungevano regolarmente nel luogo per imparare il buddismo dai maestri spirituali locali. I tipi di scrittura religiosa Lantsha e Vartu sono varianti del sistema Ranjana utilizzato dall'etnia Newa di Kathmandu; tuttavia, a causa di numerosi fattori sociali, economici e politici, il monachesimo buddista nella valle si è quasi del tutto estinto. Fino a quel punto il buddismo tibetano si era guadagnato una notevole importanza nella regione: oggi, nei centri urbani della vallata troviamo ancora esempi di buddismo Mahayana, modificatosi in parte attraverso la sua commistione col tipo Vajrayana, praticato dalla popolazione buddista Newa locale.

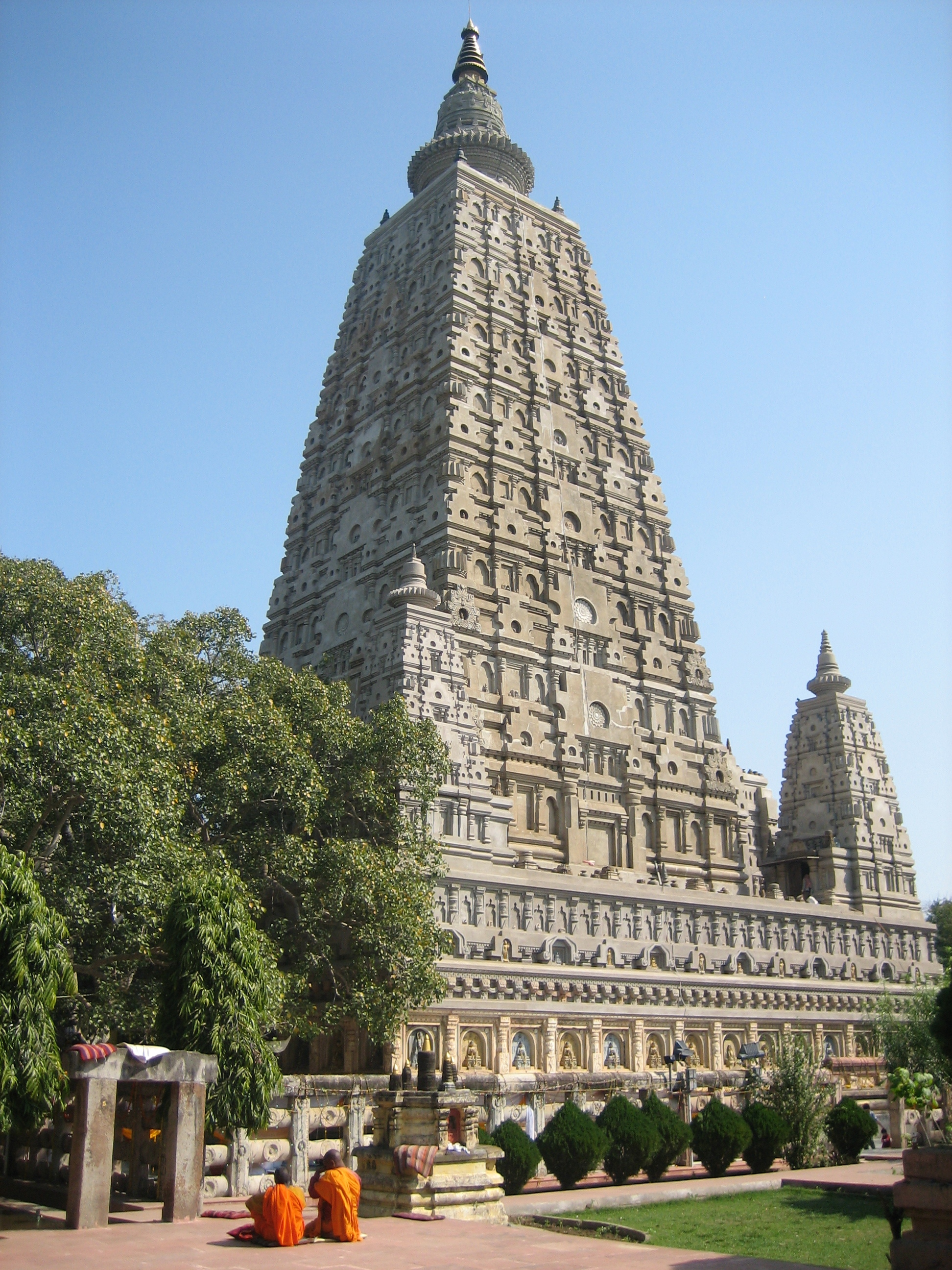
Il Tempio Mahabodhi, un patrimonio dell'umanità dell'UNESCO, è uno dei quattro luoghi sacri legati alla vita del Buddha, e in particolare al raggiungimento dell'Illuminazione. Il primo tempio fu costruito dall'imperatore Ashoka nel III secolo a.C., mentre il presente tempio risale al V-VI d.C. Si tratta di uno dei più antichi templi buddisti costruito interamente in mattoni, ancora in piedi in India, alla fine del periodo dei Gupta.

## Rafforzamento del buddismo in India

### Diffusione precoce del buddismo
Durante il VI e il V secolo a.C., il commercio e i contanti sono diventati sempre più importanti in un'economia precedentemente dominata da autosufficienti produzioni alimentari-manifatturieri e da scambi attraverso il baratto. I mercanti trovarono l'etica morale buddista e i suoi insegnamenti un'alternativa attraente per i riti esoterici del tradizionale sacerdozio bramino, che sembrava soddisfare fino da allora esclusivamente agli interessi della casta predominante dei bramini ignorando invece quasi completamente del tutto quelli delle nuove ed emergenti classi sociali".
Inoltre, il buddismo era preminente nelle comunità di mercanti, che lo trovavano adatto alle proprie esigenze il che permise sempre di stabilire legami commerciali in tutto l'impero Maurya."
"I commercianti hanno dimostrato di essere un vettore efficiente della fede buddista, come hanno stabilito comunità della diaspora lungo le vie commerciali conducenti in città-oasi di Merv, Bukhara, Samarcanda, Kashgar, Khotan Kucha Turfan e Dunhuang - che servivano come porti di passaggio lungo le strade della via della seta attraverso l'Asia centrale.

### Ashoka e l'impero Maurya

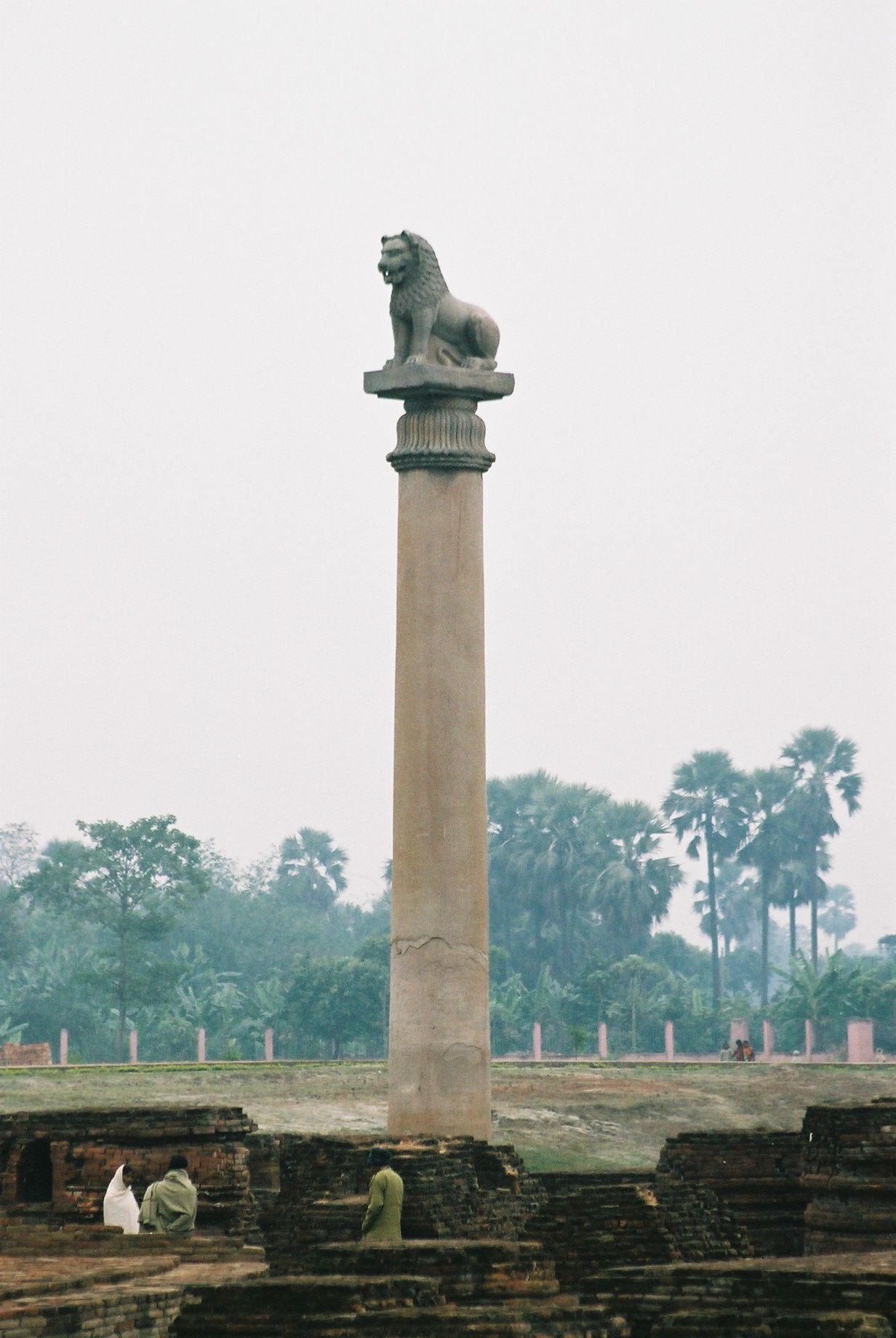
Pilastro di Ashoka a Vaiśālī, in India; su di esso sono incisi degli editti che promuovono le virtù e i precetti morali del buddismo. Durante il suo regno l'imperatore fece erigere monumenti identici a questo in tutto il subcontinente indiano.

L'impero Maurya ha raggiunto il suo picco durante il regno dell'imperatore Ashoka il Grande (304-232 a.C.), dominatore del regno dal 273 a.C. che si convertì al buddismo sotto l'influenza della moglie dopo la guerra di Kalinga. Questo ha segnato un lungo periodo di stabilità sotto il nuovo imperatore buddista; moltitudini di ambasciatori sono stati inviati nei vasti territori sotto il dominio dell'impero e anche ad altri paesi, il tutto nel tentativo di propagare la fede buddista.
L'inviato greco Megastene descrive con ricchezza di particolari la bellezza ed ampiezza della capitale dei Maurya: stupa, pilastri ed editti su pietra rimangono ancor oggi a Sanchi, Sarnath e Mathura, il che ne indica bene l'estensione territoriale. Ashoka regnava su gran parte del subcontinente indiano, questo dopo una serie di campagne militari, estendendosi dall'Asia meridionale fino a porzioni dell'attuale Afghanistan a nord ed al Belucistan ad ovest, al Bengala e all'Assam ad est mentre a sud fino a Mysore.
Secondo la leggenda, l'imperatore fu sopraffatto dal senso di colpa dopo la conquista della repubblica di Kalinga, in seguito alla quale ha accettato il buddismo come fede personale; con l'aiuto dei suoi mentori Ashoka stabilì parecchi luoghi significativi della vita di Buddha Sakyamuni marcandoli con monumenti e secondo la tradizione buddista ha partecipato attivamente nella conservazione e trasmissione del dharma. Ha utilizzato infine la propria posizione per propagarne la relativamente nuova filosofia fino a luoghi lontanissimi come l'Egitto tolemaico ed alcune regioni appartenenti allora all'antica Roma.

### Greco-Battriani, Saka e Indo-Parti
Menandro I fu il più famoso del sovrani della Battriana; egli governò da Taxila, ricostruendone Sirkap, e poi da Sagala. Viene ricordato nei registri buddisti, dopo la conversione, a causa delle sue approfondite discussioni con un grande filosofo nel libro di Milindapañha.
Nel 90 a.C. i Parti presero il controllo della Persia orientale ed attorno al 50 a.C. posero fine agli ultimi resti della dominazione greco-ellenistica in territorio afghano. All'incirca nel 7 d.C. venne fondato dinasticamente un regno indo-parto il quale riuscì a prendere il controllo del regno di Gandhāra. I parti in seguito hanno continuato a sostenere le tradizioni artistiche greche nel territorio; l'inizio dell'arte greco-buddhista all'interno dell'arte di Gandhāra è datato al periodo che intercorre tra il 50 e il 75 d.C.

### Impero Kusana
L'impero Kusana sotto l'imperatore Kanishka il Grande era conosciuto anche come reame di Gandhāra. L'arte buddista cominciò velocemente a diffondersi verso l'esterno del regno in altre parti dell'Asia, incoraggiando assai l'introduzione del pensiero buddista; precedentemente il Signore Buddha non era mai stato rappresentato in forma umana e solo dopo la fioritura del buddismo Mahāyāna venne rappresentato in terra Gandhāra anche statuariamente.

### Era Pala e Sena
Sotto il dominio dell'impero Pala e della dinastia Sena nell'XI secolo grandi complessi templari (mahāvihāras) vennero innalzati nell'attuale Bihar e in Bengala. Secondo fonti tibetane tra gli altri spiccavano cinque grandi complessi: Vikramashila, massimo centro di apprendimento assieme alla prima università dell'epoca situata a Nālandā, Somapura Mahavihara, Odantapurā e Jaggadala. Questi cinque monasteri formavano una rete interconnessa; posti tutti sotto il controllo dello Stato, tra loro esisteva un sistema di coordinamento reciproco, un vero e proprio gruppo istituzionale ed era un fatto comune per i grandi studiosi dell'epoca passare facilmente da una posizione all'altra in mezzo a loro.

## Maestri del Dharma
Gli asceti indiani (o Shramana) hanno propagato il Buddismo in diverse regioni, tra cui l'Asia orientale e l'Asia centrale. Negli editti di Aśoka vengono citati i re ellenistici del periodo come destinatari dell'iniziale proselitismo buddista. Eminenti emissari dell'imperatore Ashoka, come il monaco Dharmaraksita, sono descritti nelle fonti in lingua pāli ai leader greci come facente opera di attivo proselitismo buddista (nel Mahavamsa, XII).
I resoconti storici dell'impero romano descrivono un'ambasciata inviata dal re indiano Pandion (Pandya?), anche chiamato Poro, per Cesare Augusto intorno al I secolo. L'ambasciata era in viaggio con una lettera diplomatica greca, ed uno dei suoi membri era di certo uno shramana che si bruciò vivo ad Atene, per dimostrare la veridicità della propria fede. L'evento ha fatto scalpore e fu descritto da Nicola di Damasco, che ha incontrato l'ambasciata ad Antiochia, e riferito da Strabone (XV, 1,73) e Cassio Dione (liv, 9). Una tomba è stata eretta per lo shramana suicida per combustione, ancora visibile al tempo di Plutarco, che portava la dicitura: "Lo shramana maestro di Bharuch in India".
Lokakṣema è il più antico tra i monaci buddisti noti per aver tradotto le scritture del buddismo Mahāyāna in lingua cinese. I monaci Gandharan, Jñānagupta e Prajna hanno contribuito attraverso diversi importanti traduzioni di sutra dalla lingua sanscrita in cinese.
Il maestro indiano di meditazione-dhyāna Buddhabhadra (Batuo) fu l'abate fondatore del tempio di Shàolín-sì; il monaco buddista e maestro esoterico proveniente dall'India meridionale (nel VI secolo, da Kanchipuram in Tamil Nadu) è considerato come il patriarca della scuola Ti-Lun. Bodhidharma (circa VI secolo) è stato il bhikkhu buddista tradizionalmente accreditato come il fondatore del buddismo Zen in Cina.
Nel 580, il monaco indiano Vinītaruci ha viaggiato in Vietnam; in tal occasione pare esservi stata la prima apparizione dello Zen vietnamita, o "buddismo Thien".
Padmasambhava, in lingua sanscrita "nato dal loto", si dice che abbia portato il buddismo tantrico in Tibet nel corso dell'VIII secolo; in Bhutan e Tibet, egli è meglio conosciuto come "Guru Rinpoche" (o "Maestro prezioso"), dove i seguaci del lignaggio monastico Nyingmapa lo considerano quasi come un secondo Buddha. Sàntaraksita (725-788), abate di Nālandā e fondatore dello Yogacara-Mādhyamika si dice che abbia aiutato Padmasambhava a stabilire il buddismo in Tibet.
Il monaco indiano Atiśa, titolare degli insegnamenti della pratica Lojong, è considerato uno dei fondatori indiretti della scuola Gelug di buddismo tibetano. Altri monaci indiani, come Vajrabodhi (671-741), hanno viaggiato anche per l'Indonesia per propagare la loro fede.

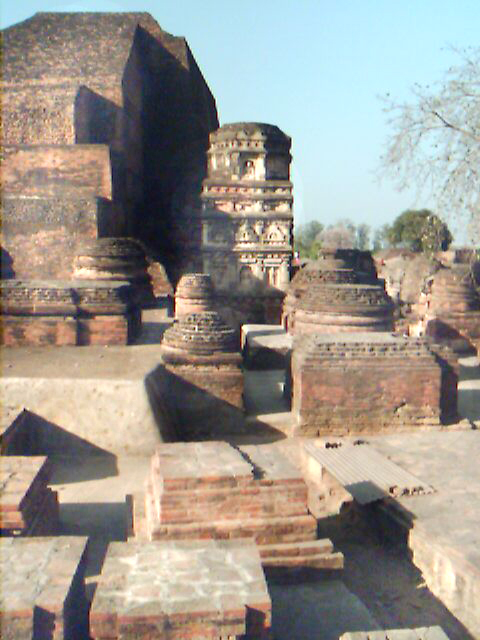
Il generale Muhammad Bin Bakhtiyar Khilji fece saccheggiare l'intero complesso buddista di Nālandā.

## Declino del buddismo in India
Il declino del buddismo è stato attribuito a vari fattori. Indipendentemente dalle convinzioni religiose dei loro re, gli Stati di solito hanno sempre trattato tutte le sette più importanti in una maniera relativamente imparziale. Queste consistevano di edifici monastici e monumenti religiosi, con donazione di beni come il parziale reddito dei villaggi per il sostegno dei monaci, ed esentando gli immobili donati da tassazione. Le donazioni sono state più spesso realizzate da soggetti privati quali ricchi mercanti e parenti di sesso femminile della famiglia reale, ma ci sono stati periodi in cui lo Stato ha anche dato il suo sostegno e protezione. Nel caso del buddismo, questo sostegno è stato particolarmente importante a causa del suo alto livello di organizzazione e la dipendenza dei monaci dalle donazioni da parte dei laici. Il patrocinio dello Stato al buddismo ha preso la forma di enormi sedi e possedimenti.
La progressiva espansione delle norme di casta hanno spostato il potere politico ed economico alle località, invertendo una tendenza verso la centralizzazione; il sistema delle caste ha così cominciato a dominare la vita secolare come codice per le transazioni economiche e sociali.
La casta dei bramini ha sviluppato un nuovo rapporto con lo Stato, tanto che i funzionari politici sono stati costretti a far rispettare le regole di casta. Come il sistema è cresciuto, gli stati gradualmente hanno perso il controllo delle entrate terriere; una fase di transizione chiave è stata la caduta dell'impero Gupta. La società indiana si è sviluppata in un modo opposto a quello dell'impero cinese o dell'impero romano, che hanno visto prevalere i funzionari governativi. Nel subcontinente indiano, i bramini divennero l'autorità ereditaria in una serie di deboli ed effimeri staterelli.
I bramini sono così venuti a regolamentare sempre più aspetti della vita pubblica, riscuotendo i compensi per l'esecuzione dei rituali. La ferrea regolamentazione castale, amministrata dai bramini, è stata instaurata per controllare tutta la produzione economica locale e gran parte della sua distribuzione 
attraverso una trasformazione del sistema di proprietà; a seguito di ciò e per via indiretta è avvenuto uno spostamento sempre maggiore dalla fede buddista all'induismo classico.
I bramini ortodossi potevano ora controllare l'intero flusso di risorse su cui il buddismo istituzionale dipendeva; quest'ultimo venne indebolito anche dalla presenza di un varietà di templi indù rivali, oltre che dalla novità costituita dal movimento bhakti e dalla comparsa di monaci indù. Il monachesimo buddista perse pertanto il patrocinio statale e via via col tempo il sostegno popolare
L'ultima dinastia a sostenere attivamente il buddismo fu quella dell'impero Pala, caduto nel XII secolo, quando i primi invasori musulmani cominciarono a distruggere monasteri e monumenti.

### Invasioni degli Unni bianchi
Gli studiosi cinesi che viaggiarono attraverso la regione indiana tra il V e l'VIII secolo iniziarono a parlare di un declino del Sangha, soprattutto sulla scia dell'invasione degli Unni bianchi, un popolo nomade dell'Asia centrale

### Conquistatori musulmani turchi
Le conquiste musulmane nel subcontinente indiano hanno rappresentato le prime grandi invasioni di tipo iconoclasta in Asia del Sud

### Altro
Cause concatenanti hanno provocato il progressivo declino della tradizione buddista in India

## Revival del buddismo in India

### Anagarika Dharmapala e la Maha Bodhi Society
Un revival del buddismo in India è iniziato nel 1891, quando il leader buddista cingalese Anagarika Dharmapala fondò la Maha Bodhi Society, la cui attività precipua era l'ampliamento della promozione del buddismo in terra indiana. Nel mese di giugno 1892 presso Darjeeling ha avuto luogo una prima grande riunione di personalità buddiste; Dharmapala parlò soprattutto a buddisti tibetani e presentò una reliquia del Buddha da inviare al Dalai Lama.
La società si attivò inoltre per costruire molti vihara e templi in varie parti dell'India, tra cui quello di Sarnath, luogo in cui si svolse il primo sermone del Buddha. Dharmapala morì nel 1933, lo stesso anno in cui venne ordinato Bhikkhu.

### Associazione buddista bengalese
Nel 1892 venne fondata a Calcutta da parte di Kripasaran Mahasthavir l'associazione buddista bengalese (Bauddha Dharmankur Sabha). Kripasaran (1865-1926) è stato determinante nell'unificare la comunità buddista del Bengala e del India nordorientale; ha costruito anche altre branche dell'associazione a Shimla e Lucknow (1907), Dibrugarh (1908), Ranchi (1915), Shillong (1918), Darjeeling (1919), così come a Chittagong nell'attuale Bangladesh.

### Buddismo tibetano
Il 14º Dalai Lama lasciò il Tibet nel 1959, quando l'allora primo ministro indiano Jawaharlal Nehru si offrì di consentire a lui ed ai suoi seguaci di stabilire un governo in esilio (l'amministrazione centrale tibetana) con sede a Dharamsala: gli esuli tibetani si sono stabiliti nella cittadina in un numero di diverse migliaia. La maggioranza di questi esuli vivono ancor oggi nella città alta detta McLeod Ganj, dove hanno fondato monasteri, templi e scuole; il paese è noto anche come "piccola Lhasa" e, dopo la capitale del Tibet, è divenuto uno dei principali centri del buddismo nel mondo.
Molti altri insediamenti di comunità di rifugiati tibetani si svilupparono in molte parti dell'India sulle terre offerte dal governo indiano; alcuni dei maggiori insediamenti tibetani in esilio si trovano nello Stato del Karnataka.

### Neo movimento buddista
Gli oppressi delle caste inferiori indù che sono nuovamente andati tra le braccia della fede buddista a partire dal 1956 si sono concentrati nello Stato del Maharashtra.

### Movimento Vipassana
La tradizione di meditazione buddista definita Vipassana sta crescendo in popolarità in tutto il territorio indiano; molte istituzioni governative, ma anche del settore privato offrono a tutt'oggi corsi per i loro dipendenti